# Izvor mladosti
Izvor mladosti je legendarni izvor koji navodno vraća mladost svakome tko iz njega pije ili se okupa u njegovim vodama. Priče o takvom izvoru su pričane diljem svijeta tisućama godina, te se on spominje u spisima Herodota, legendama o Aleksandru Velikom, i pričama o Prezbiteru Ivanu. Priče o sličnim izvorima su također postojale među autohtonim narodima na Karibima u vrijeme velikih geografskih otkrića, koji su govorili o pomlađujućoj vodi u mitskoj zemlji Bimini. Legenda je posebno došla do izražaja u 16. stoljeću, kada je vezana uz španjolskog istraživača Juana Ponce de Leóna, prvog guvernera Puerto Rica, koji je tražio izvor 1513. te otkrio Floridu.